# Wil van Soest
Wilhelmina (Wil) van Soest (Utrecht, 22 oktober 1936) is een Nederlands lokaal en provinciaal politica. Zij werd bekend als boegbeeld van de Partij van de Ouderen (PvdO) in Amsterdam, maar ook als oudste lijsttrekker ooit in Nederland. Tevens was zij de oudste Tweede Kamerkandidaat ooit in Nederland.

## Biografie
Wil van Soest werd geboren in Utrecht. Na haar LEAO-opleiding verhuisde ze op 20-jarige leeftijd naar Amsterdam alwaar ze trouwde met Klaas de Vries en woonde op de Admiralengracht. Het echtpaar kreeg in Amsterdam drie kinderen. Toen ze zwanger was van een tweeling verhuisde ze naar Hoorn. Een halfjaar keerde het echtpaar weer terug naar Amsterdam vanwege heimwee. Tussen 1952 en 1954 was Van Soest werkzaam als administratief medewerker en daarna hoofd van de huishoudelijke dienst bij Persil. In 1970 werd zij benoemd tot voorzitter van de ANBO afdeling in Tuindorp Oostzaan. 
Van Soest raakte maatschappelijk betrokken in de stad door haar vrijwilligerswerk. Toen de laatste kinderen de deur uit waren, trok ze naar Amsterdam-Noord. In 1994 werd ze namens de Partij van de Arbeid gekozen in de stadsdeelraad Amsterdam-Noord. Van 1998 tot 2010 was ze deelraadslid en vanaf 2002 fractievoorzitter namens de lokale partij Belangen Partij Noord. Van 2010 tot 2014 was ze fractievoorzitter van de BovenIJ Partij.
Op 27 augustus 2013 maakte ze bekend met een nieuwe partij mee te doen aan de gemeenteraadsverkiezingen van 2014 in Amsterdam. De partij 'Wijs Met Ouderen' koos Van Soest als lijsttrekker. Later werd de naam gewijzigd naar Partij van de Ouderen (PvdO). Ondanks concurrentie van andere lokale ouderenpartijen OPA en OMA werd de PvdO gekozen en kwam deze met een zetel in de raad, waardoor Van Soest enig raadslid werd namens de partij in de gemeenteraad van Amsterdam. Nadat ze de in de gemeenteraad plaats nam, verliet ze de deelraad van Amsterdam-Noord na een periode van twintig jaar. In de raad zet zij zich voornamelijk in voor ouderenbelangen in de stad en wisselt ze volgens eigen zeggen tussen links en rechts.
Bij de gemeenteraadsverkiezingen van 2018 behield de PvdO haar enige zetel en bleef van Soest raadslid. Ook werd ze gekozen tot lid van de Vervoerregioraad van Amsterdam. Tijdens de gemeenteraadsverkiezingen van 2018 kreeg de Partij van de Ouderen concurrentie in Amsterdam van de landelijke ouderenpartij 50PLUS, ondanks meerdere toenaderingsgesprekken tussen Van Soest en het bestuur van 50PLUS. die laatste partij behaalde echter geen zetel. 
De toenadering tot de PvdO en Van Soest werd daarna wel opgezocht en gezamenlijk als een partij deden zij mee aan de Provinciale Statenverkiezingen van 2019 in de provincie Noord-Holland met Van Soest als lijsttrekker. Van Soest was bij deze verkiezingen met een leeftijd van 83 jaar de oudste lijsttrekker ooit in Nederland. Bij deze verkiezingen versloeg de gezamenlijke combinatie tussen 50PLUS en de PvdO (waarvan de laatste voor het eerst meedeed) de zittende ouderenpartij, de Ouderenpartij Noord-Holland, die haar enige zetel verloor.
Na de interne strubbelingen binnen 50PLUS en het vertrek van boegbeeld Henk Krol, besloot Van Soest op 19 november 2020 de partij te verlaten. Ze sloot zich aan bij de politieke beweging Code Oranje van Bert Blase en Richard de Mos, die eerder haar Amsterdamse fractiemedewerker was geweest. Sindsdien was Van Soest lid in de Provinciale Staten namens Code Oranje en de enige volksvertegenwoordiger van deze partij in Nederland. Voor die partij was ze ook kandidaat-Kamerlid voor de Tweede Kamerverkiezingen van 2021, waarmee zij op 84-jarige leeftijd de oudste kandidaat van Nederland was.
Met de gemeenteraadsverkiezingen van 2022 wist Van Soest haar zetel niet te behouden. Ze vertrok uit de raad en werd op 13 juli 2022 onderscheiden met de Andreaspenning 'voor haar jarenlange inzet voor Amsterdam, met name op het gebied van ouderenemancipatie'. Zij kreeg de penning uit handen van burgemeester Femke Halsema, die haar na Van Soest's vertrek uit de raad geen koninklijke onderscheiding wilde geven omdat zij nog in de Staten zat. Voor de Provinciale Statenverkiezingen 2023 sloot ze zich aan bij Belang van Nederland van zakenmanpoliticus Wybren van Haga. Voor deze partij stond ze op de tweede plek op de lijst. BVNL haalde echter geen zetels, waardoor zij uit de Staten verdween. Van Soest is vastberaden terug te keren in de lokale politiek.